# Instituto Politécnico de Leiria
O Politécnico de Leiria (IPLeiria) é uma instituição pública de ensino superior, criada em 1980 (tendo iniciado a sua atividade a dia 20 de abril de 1987 – com a tomada de posse da primeira Comissão Instaladora). Inserido na região de Leiria e Oeste, está presente em cinco cidades: Leiria - Escola Superior de Educação e Ciências Sociais de Leiria  (ESECS), Escola Superior de Tecnologia e Gestão de Leiria (ESTG) e Escola Superior de Saúde de Leiria (ESSLei); Caldas da Rainha - Escola Superior de Artes e Design das Caldas da Rainha (ESAD.CR); Peniche - Escola Superior de Turismo e Tecnologia do Mar de Peniche (ESTM); Marinha Grande - Centro para o Desenvolvimento Rápido e Sustentado de Produto (CDRsp) e Torres Vedras (Núcleo de Formação no LabCenter).
Atualmente o Politécnico de Leiria conta com cerca de 11.500 estudantes e ministra mestrados, pós-graduações, licenciaturas, cursos técnicos superiores profissionais (TeSP) e cursos para estudantes internacionais.
Este instituto promove ativamente o desenvolvimento regional, nacional e a internacionalização. Valoriza a inclusão, a cooperação, a responsabilidade, a criatividade e o espírito crítico e empreendedor.

## Escolas
- ESECS - Escola Superior de Educação e Ciências Sociais de Leiria
- ESTG - Escola Superior de Tecnologia e Gestão de Leiria
- ESAD.CR - Escola Superior de Artes e Design de Caldas da Rainha
- ESTM - Escola Superior de Turismo e Tecnologia do Mar de Peniche
- ESSLei - Escola Superior de Saúde de Leiria

## Unidades de Investigação
- CDRsp - Centro para o Desenvolvimento Rápido e Sustentado do Produto
- CIID - Centro de Investigação Identidades & Diversidades
- globADVANTAGE - Center of Research on International Business & Strategy
- GIRM - Grupo de Investigação em Recursos Marinhos
- NIDE - Núcleo de Investigação e Desenvolvimento em Educação
- GIAE/C - Grupo de Investigação em Artes e Estudos Cénicos
- CIGS - Centro de Investigação em Gestão para a Sustentabilidade
- GITUR - Grupo de Investigação em Turismo
- CIIC - Centro de Investigação em Informática e Comunicações
- CIMH - Centro de Investigação em Motricidade Humana
- CIPSE - Centro de Investigação em Políticas e Sistemas Educativos
- UIS - Unidade de Investigação em Saúde